# Steinar Sørlle

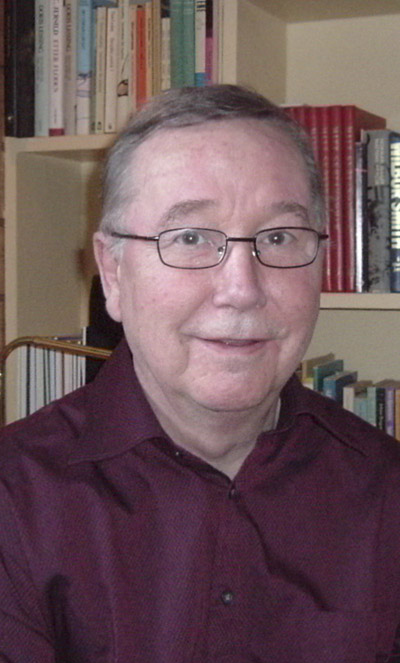
Steinar Sørlle

Steinar Sørlle, im deutschsprachigen Raum auch als Steinar Sörlle bekannt, (* 8. September 1942 in Stavern, Norwegen; † 29. November 2022) war ein norwegischer Kinder- und Jugendbuchautor.

## Leben
Sørlle ist gelernter Fotograf und veröffentlichte 1972 seinen ersten Prosa- und Gedichtband Sporene ser deg (dt. Die Spuren sehen dich). 
In deutscher Sprache sind zwei seiner Bücher erschienen: Die Nacht, als keiner schlief (1986), eine Geschichte von drei Kindern, die beim Eisfischen im Oslofjord vom Festland abgeschnitten werden, wird im Deutschunterricht der Mittelstufe als Lektüre verwendet. 1989 erhielt es mehrere Auszeichnungen, so wurde es zum Buch des Monats der Deutschen Akademie für Kinderliteratur ausgewählt und war auf den Ehrenlisten des Österreichischen Kinderbuchpreises und des Deutschen Jugendliteraturpreises. 
Der Titel Ronnys Flucht stand 1996 auf der Empfehlungsliste der Kommission für Kinder- und Jugendliteratur des Österreichischen Bundesministeriums für Wissenschaft, Verkehr und Kunst. 